# Avid DNxHD
Avid DNxHD (Digital Nonlinear Extensible High Definition) je kodek určený pro postprodukci, byl vyvinutý firmou Avid Technology. Kodek je určen především pro profesionální editaci a postprodukci videa. DNxHD udržuje vysokou kvalitu obrazu a detaily i při relativně nízké kompresi. Avid v roce 2014 vylepšil Avid DNxHD na Avid DNxHR, a to umožňuje vyšší rozlišení. Apple vynalezl podobný kodek pro jeho zařízení, a tím je ProRes.

## Historie
Avid DNxHD byl poprvé představen firmou Avid Technology, a to v roce 2004. Od svého založení se postupně vypracoval až k preferovanému formátu v oblasti profesionální videoeditace, protože je schopen udržet vysokou kvalitu i při nízkém datovém toku.

## Klíčové vlastnosti:
Vysoká kvalita obrazu: Kodek umožňuje zachovat detaily a vysokou kvalitu obrazu i při nízké kompresi.
Nízká latence: DNxHD má velice nízkou latenci, tudíž je vhodný i pro živé vysílání, například v televizi.
Kompatibilita: Tento kodek má velice širokou podporu, podporují ho jak programy pro přehrávání videí (Windows Media Player, QuickTime a VLC), tak editovací programy, jako je například Adobe Premiere Pro, Final Cut Pro, DaVinci Resolve atd.

## Technické údaje:
DNxHD je velmi podobný JPEG. Snímky jsou komprimovány samostatně nezávisle na ostatních (každý jako klíčový). Vlastní formát podporuje video ve formátu 4:2:2 (8bitové YCbCr, 10bitové YCbCr) a 4:4:4 (10bitové RGB). Kodek také podporuje informace o kanálu alfa.
Aplikace Avid ukládají materiál Avid DNxHD nativně uvnitř standardních souborů MXF, což zajišťuje otevřenou dostupnost jiným aplikacím podporujícím MXF. Navíc zdrojový kód pro Avid DNxHD lze licencovat zdarma a je k dispozici prostřednictvím webu Avid ke stažení každému koncovému uživateli, který zdrojový kód chce zkompilovat na jakékoli platformě. Pro aplikací, jako je Adobe After Effects, Avid distribuuje verze zabalené do QuickTime. Rodina kodeků DNxHD je zkompilovaná také pro Windows a Mac OS X. Navíc program DNxHD SDK nabízí možnost pro Windows, Mac OS X a Linux, aby je měli možnost začlenit do svých vlastních aplikací.

## VC-3
Kodek DNxHD byl schválen jako SMPTE VC-3 po dvou letech testování a ověřování.